# Condado de Clarke (Georgia)
El condado de Clarke (en inglés: Clarke County) es un condado en el estado estadounidense de Georgia. En el censo de 2000 el condado tenía una población de 101 489 habitantes. La sede de condado es Athens. El condado y Athens funcionan bajo el sistema de ciudad-condado consolidada. El condado es parte del área metropolitana de Athens.
El condado de Clarke fue fundado el 5 de diciembre de 1801 y fue nombrado en honor a Elijah Clarke, un héroe de la Guerra de Independencia de los Estados Unidos. Originalmente el condado incluía 640 km² que posteriormente se usaron para crear el condado de Jackson.

## Geografía
Según la Oficina del Censo, el condado tiene un área total de 314 km² (121 sq mi), de la cual 313 km² (120,4 sq mi) es tierra y 1 km² (0,6 sq mi) (0,40%) es agua. Es el condado más pequeño de Georgia en términos de área.

### Condados adyacentes
- Condado de Madison (noreste)
- Condado de Oglethorpe (este)
- Condado de Oconee (oeste)
- Condado de Barrow (oeste)
- Condado de Jackson (noroeste)

## Autopistas importantes
- U.S. Route 29
- U.S. Route 78
- U.S. Route 129
- U.S. Route 441
- Ruta Estatal de Georgia 8
- Ruta Estatal de Georgia 10
- Ruta Estatal de Georgia 15
- Ruta Estatal de Georgia 72
- Ruta Estatal de Georgia 316

## Demografía
En el  censo de 2000, hubo 101 489 personas, 39 706 hogares y 19 694 familias residiendo en el condado. La densidad poblacional era de 840 personas por milla cuadrada (324/km²). En el 2000 había 42 126 unidades unifamiliares en una densidad de 349 por milla cuadrada (135/km²). La demografía del condado era de 64,89% blancos, 27,25% afroamericanos, 0,21% amerindios, 3,13% asiáticos, 0,04% isleños del Pacífico, 3,08% de otras razas y 1,41% de dos o más razas. 6,34% de la población era de origen hispano o latino de cualquier raza. 
La renta promedio para un hogar del condado era de $28 403 y el ingreso promedio para una familia era de $41 607. En 2000 los hombres tenían un ingreso medio de $30 482 versus $23 069 para las mujeres. La renta per cápita para el condado era de $17 123 y el 28,30% de la población estaba bajo el umbral de pobreza nacional.

## Ciudades y pueblos
- Athens
- Bogart
- Winterville